# Есен-Бука II
Есен-Бука II (*д/н — 1462) — хан Могулістану в 1429—1462 роках.

## Життєпис
Походив з династії Чингізидів. Молодший син Увайс-хана, правителя Могулістану. У 1429 році після загибелі батька частина знаті висунуло його ханом у противагу Сатук-хану, залежному правителю Улугбека, правителя Мавераннахра. Боротьба тривала до 1434 року, коли Сатук-хана було вбито в Кашгарі.
Після цього було скликано курултая щодо обрання хана усього Могулістану. Під час нього було вбито Тимур-наїба, прихильника Есен-Буки, який втік. За наказом Саїда-Алі, голови племені дуглат того наздогнали, повернули й оголосили ханом. Ставкою Есен-Буки II стало місто Аксу. Новим улусбеком і фактичним правителем став Саїд-Алі. Суперник у боротьбі за трон — старший брат Есен-Буки — Юнус-хан з прихильниками втік до Улугбека. Втім, той частину їх знищив, а Юнус-хана полонив, відправивши до батька Шахруха в Герат.
Втім, протистояння Есен-Буки II з прихильниками Юнус-хана тривало: племена баарин і чурас перебралися на схід Могулістану, де сприяли його захопленню ойратами Амасанджі-тайши, племена кулчачи і булгачи перейшли під владу хана Абулхайра. Доволі швидко Есен-Бука II втратив владу над значною частиною держави, де стали правити місцеві хани і беки. Базою правителя став Східний Туркестан. Водночас улусбек Саїд-Алі намагався проводити активну зовнішню політику. У 1435—1436 роках було сплюндровано Кашгарістану, а у битві біля Кашгару завдано поразки тимуридському війську. Невдовзі Саїд-Алі захопив Кашгар, де став самостійним правителем. Користуючись розгардіяшем, ойрати здійснювали щорічні спустошливі походи на володіння хана Могулістану, доходячи до Іссик-куля.
Лише з середини 1440-х років Есен-Бука II розпочав політику на відновлення цілісності держави. Постійні війни з ханами, емірами ібеками тривали до початку 1450-х років. Зрештою хан досяг бажаного: його влада поширилася практично на весь Могулістан, окрім Кашгара і деяких східних областей. Водночас, скориставшись боротьбою за трон після загибелі Улугбека, у 1449 році Есен-бука розпочав походи до Мавераннахра. було пограбовано Ферганську долину, захоплено місто Шаш.
У 1451 році вчергове вдерся до Мавераннахру, проте вимушений був відступити під тиском військ правителя Султан Абу-Саїда, який завдав поразки Есен-Буки II у битві при Таразі. У 1452 році хан Могулістану взяв в облогу Андижан, але зміг його захопити, вдовольнившись значний викупом. В результаті активних дій зумів повернути втрачені колись володіння на користь Тимуридів — долини річок Чу і Талас.
Втім у 1456 році проти Есен-Буки II виступив брат Юнус-хан, якому надав військову допомогу Султан Абу-Саїд. Спочатку Есен-Бука вимушений був відступити, проте згодом з'єднав з Саїд-Алі, завдавши у битві при Кашгарі рішучої поразки Юнус-хану, що втік до Самарканду.
Водночас проти Могулістану виступили ойрати на чолі із Уз-Тимур-тайшею, який сплюндрував північні області держави. У 1457 році ойрати завдати рішучої поразки Абулхайр-хану, правителю узбеків. В результаті цього до Могулістан прибули Джанібек та Кірай зі своїми ордами. Їм було доручено охороняли західні кордони Могулістану.
У 1462 році після смерті Есен-буки II Могулістан остаточно розпався на декілька частин: в Чу-Таласький області Джанібек і Кірей утворили Казахське ханство, у на півночі отаборився Юнус-хан, у південно-східній частині Дост-Мухаммад, який також захопив Аксу і Яркенд.